# Кулинария

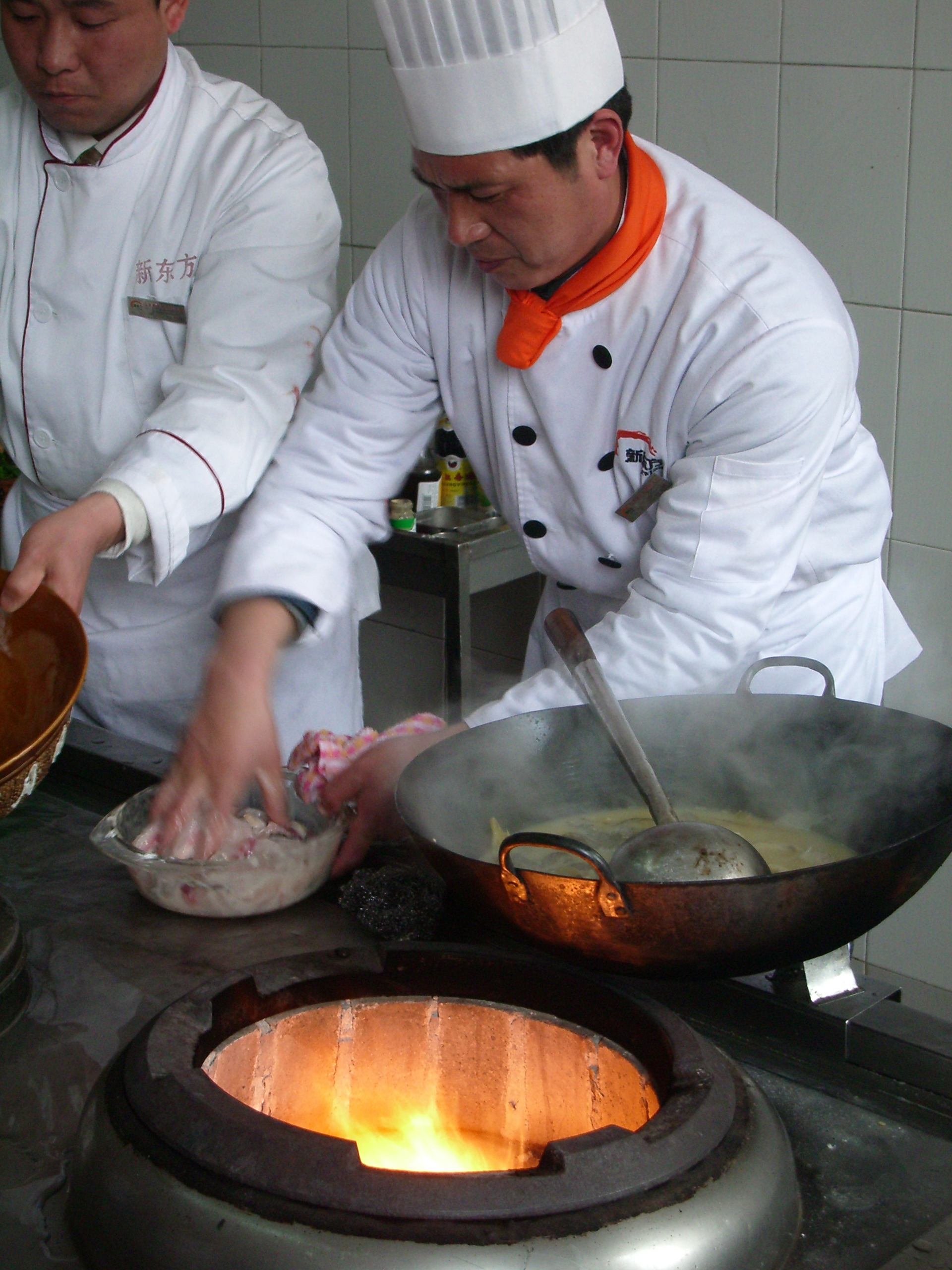
Китайские повара за приготовлением пищи

Кулина́ри́я (новолат. [ars] culinaria — кухонное искусство, от culina — «кухня»), также пова́ренное иску́сство — человеческая деятельность по приготовлению пищи. Включает в себя комплекс технологий, оборудования и рецептов. Кулинария — это совокупность способов приготовления из минералов и продуктов растительного и животного происхождения самой различной пищи, необходимой для жизни, здоровья и удовольствия человека.

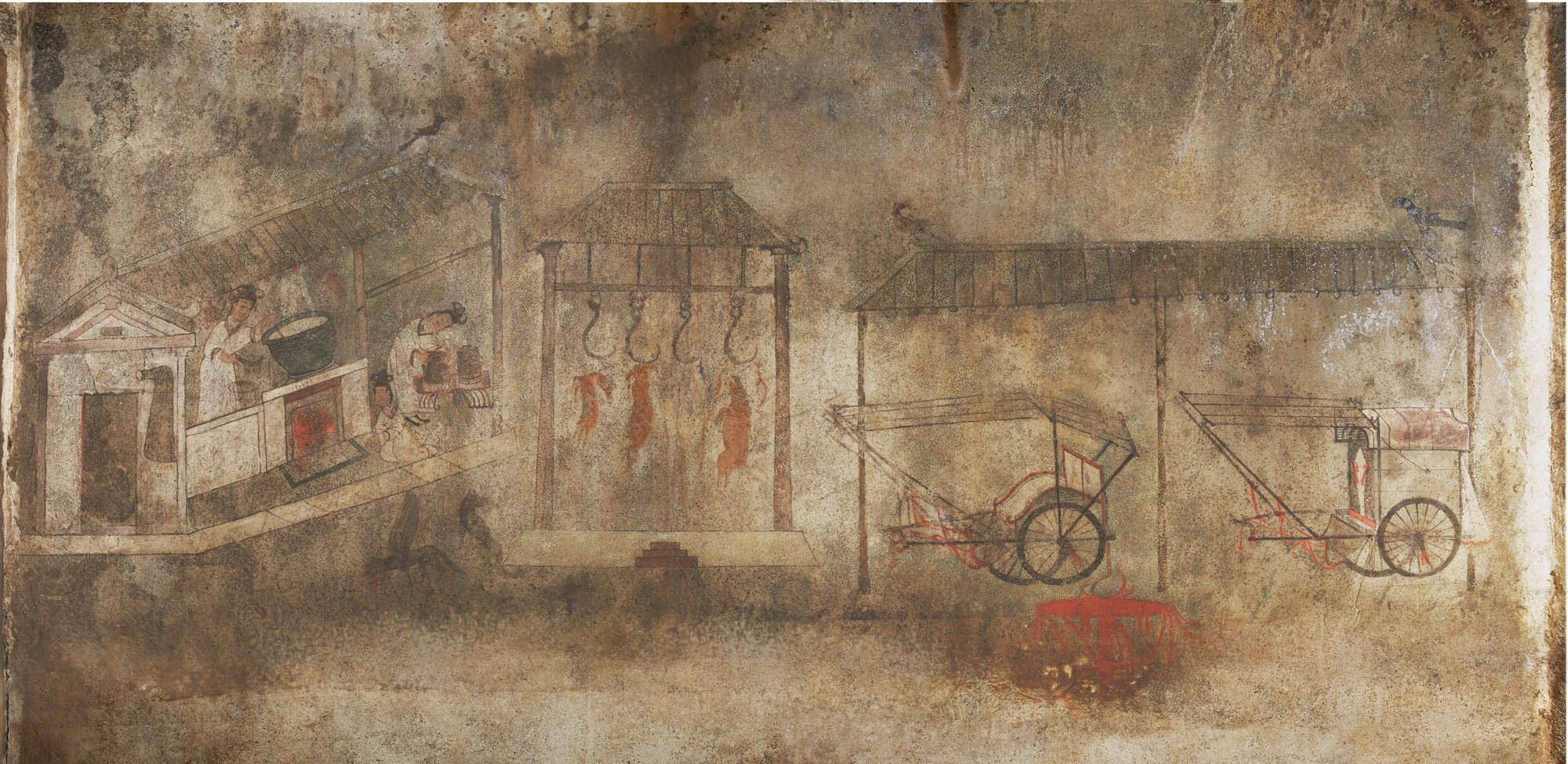
Дворцовая кухня когурёского вана. Фреска из гробницы в Анаке, КНДР. 357 год н. э.

Соблюдение определённых правил при приготовлении пищи называется «технологией». Методы приготовления пищи и сами ингредиенты широко варьируют у разных стран, народов, социальных групп, называются «кухней» и отражают уникальные взаимосвязи культуры, экономики и традиций. Качество приготовления пищи зависит и от мастерства повара, его способностей, навыков и образования. Для приготовления вкусной и здоровой пищи необходимо приобрести определённые знания по технологии и навыки по кулинарному искусству приготовления пищи.
Также, кулинария — магазин (или специальный отдел при ресторане, столовой, кафе в магазине), торгующий полуфабрикатами и готовыми кулинарными изделиями.

## Основные способы приготовления пищи

### Термическая обработка
- Жаренье;
- Варка:
  - основным способом: доведение продукта до готовности в большом количестве воды;
  - припусканием: доведение продукта до готовности в небольшом количестве жидкости;
  - паром: доведение продукта до готовности при помощи нагревания жидкости до образования пара или варка при повышенном давлении;
- Запекание — жаренье в жарочном шкафу предварительно отваренного или припущенного продукта;
- Тушение (относится к комбинированным приёмам тепловой обработки продуктов) — припускание предварительно обжаренного или пассерованного продукта с добавлением специй и жидкости;
- Копчение;
- Сушение;
- Вяление;
- Пассерование.

### Химическая обработка
- Маринование;
- Соление;
- Квашение;
- Мочение (Мочёные яблоки, брусника и т. п.)

## Питательные вещества
Рацион должен содержать питательные вещества: белки, жиры, углеводы. Белки нужны для построения белков человеческого тела (мышц), они содержатся в мясе, рыбе, молоке, яйцах и некоторых овощах (картофеле, бобах и так далее). Жиры — источник энергии; они могут иметь растительное (какао-масло, оливковое масло) и животное происхождение (сливочное масло из молока, свиной жир). Углеводы выполняют структурную, пластическую, энергетическую и другие функции; их источниками являются крупы, овощи, фрукты, где они находятся в виде крахмала или различных сахаров.
Также в пище должны содержаться витамины и микроэлементы; для поддержания их уровней в теле рацион должен быть разнообразным. К важнейшим относятся витамины A, B, C, D и E, а также микроэлементы кальций, магний, фосфор, железо, натрий и калий.
Большое значение для жизнедеятельности человека имеет вода, которая широко используется в кулинарных техниках: продукты варят, тушат, маринуют и квасят.

## Кухня

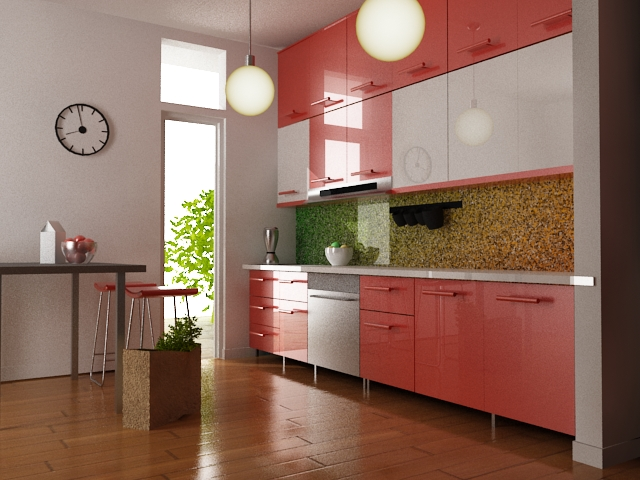
Современная домашняя кухня

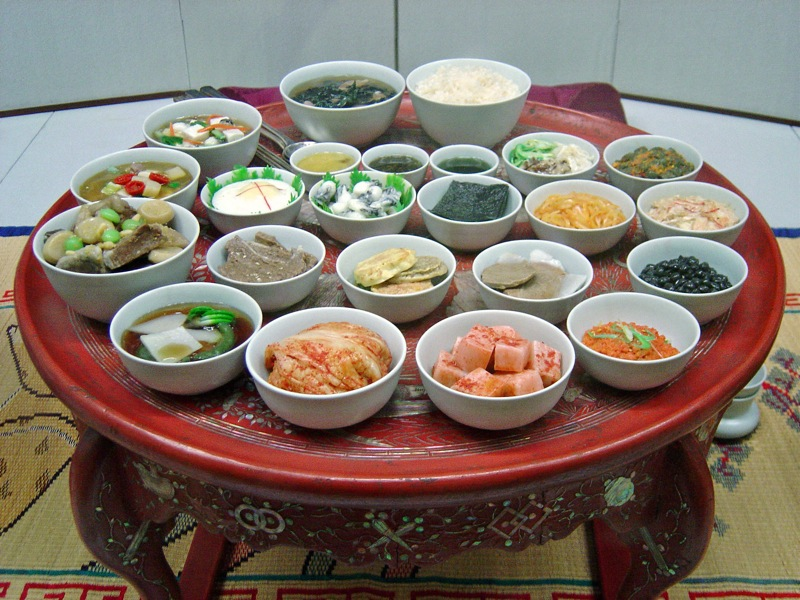
Сервировка корейского стола

Во многих обществах принято выделять особое место в жилище для приготовления пищи — кухню. В гигиенических целях кухни бывают отделены от жилища или быть приспособлены к поддержанию чистоты иным способом.
На кухне обычно располагаются очаг или другой источник огня (кухонная плита, домашняя печь), а также поверхности для выполнения манипуляций над продуктами: кухонный стол, шкафы для хранения утвари, техники и продуктов.
Кухонная утварь включает посуду для приготовления пищи (например, котёл, кастрюли, сковороды, таджин), посуду для сервировки (такие как тарелки, супники, креманки, чаши, посуду для специй и так далее), приспособления и устройства для приготовления пищи (например, сито, скалки, дуршлаги, тёрки, доски для разделки рыбы и других продуктов, отбивной молоток). Также на кухне нужны столовые приборы: ложки, палочки для еды, кухонные ножи.

## Эволюционный аспект
По мнению известного биолога Эдварда Уилсона, употребление термически обработанного мяса и овощей сыграло значительную роль в эволюции человека, как вида. В процессе эволюции пищеварительная система человека видоизменилась так, чтобы обеспечить переход от питания сырой пищей к питанию термически-обработанной. Таким образом, приготовление пищи стало универсальным признаком человека, как биологического вида. Кроме того, приготовление пищи и её совместное употребление стало важным фактором установления социальных связей